# Ämmuste
Ämmuste je vesnice v estonském kraji Viljandimaa, samosprávně patřící do obce Viljandi.